# Leioscyta pallipes
Leioscyta pallipes är en insektsart som beskrevs av Goding. Leioscyta pallipes ingår i släktet Leioscyta och familjen hornstritar. Inga underarter finns listade i Catalogue of Life.